# Dieu-Nalio Chery
Dieu-Nalio Chery est un journaliste et reporter photographe haïtien né le 1er décembre 1981 à Pestel.
Photographe en Haïti pour Associated Press depuis 2012, il est lauréat, en 2020, du Prix Robert Capa Gold Medal décerné par « Overseas Press Club ».

## Biographie
Fils d’un pasteur évangélique baptiste, Dieu-Nalio Chery naît le 1er décembre 1981 à Pestel dans le sud d’Haïti. Il y passe une bonne partie de sa jeunesse à Camp Perrin et fait ses études primaires à l’école évangélique de Picot. 
Il arrive à Port-au-Prince en 2000 où il poursuit des études secondaires au lycée Horatius Laventure, et découvre sa passion pour la photographie alors qu’il aide son oncle photographe dans le studio photo de celui-ci.
Totalement autodidacte, il loue une caméra à un ami pour d’apprendre à faire des photos. Il parcourt mariages et funérailles pour payer son matériel et des cours d’infographie et d’Anglais.
De 2004 à 2006, Dieu-Nalio Chery prend des photos des évènements liés au départ du pouvoir du président Jean Bertrand Aristide. Il devient photographe indépendant et durant six ans il vend ses images à l’agence Alerte Haïti, et à d’autres médias locaux comme Le Nouvelliste et Le Matin.  
Après le séisme du 12 janvier 2010 qui entraîne la fermeture de l’agence Alerte Haïti, il se rend à Villa créole, un ancien hôtel où la presse étrangère a établi son camp de base après le tremblement de terre, pour trouver du travail auprès des professionnels des médias internationaux. Associated Press ne peut pas l’embaucher comme photographe, parce que beaucoup de photoreporters étrangers sont arrivés sur place, mais lui propose d’être chauffeur : « Je me suis dit qu’il y avait de l’argent à se faire. Ils me payaient 100 dollars américains par jour.  ». Il devient le fixeur attitré du photographe d’AP Ramon Espinosa qui l’encourage à faire aussi des photos. Au bout de trois mois, Associated Press l’intègre dans son équipe. 
L’année suivante, Dieu-Nalio Chery obtient une bourse qui lui permet de participer à un atelier de photojournalisme en Argentine. Il en revient avec son premier prix, le Foundry Photojournalism Workshop. Il continue sa formation dans les bureaux d’AP au Mexique puis aux États-Unis. En 2012, AP l’envoie à nouveau au Mexique. « Ils voulaient savoir si je pouvais travailler comme n’importe quel photojournaliste étranger dans un autre pays, précise-t-il. Après quelques mois, ils m’ont embauché comme photojournaliste officiel et ont envoyé Ramon Espinosa à Cuba.  ». En 2015 il bénéficie d’une bourse de la Fondation Magnum à New York.
Le 23 septembre 2019, au cours d’un incident devant parlement haïtien lors de la session parlementaire qui devait approuver la nomination de Fritz William Michel en tant que premier ministre, Dieu-Nalio Chery reçoit des éclats de balles au menton, lorsque le sénateur Jean Marie Ralph Féthière fait feu pour se défendre de manifestants. Sa photo de cet événement lui vaut la récompense suprême du photojournalisme, le Prix Robert Capa Gold Medal en 2019 pour « le meilleur grand reportage photographique publié ayant requis un courage et une logistique exceptionnels ». 
Le 18 juin 2021, Dieu-Nalio Chery est contraint de quitter Haïti pour New York, après que des membres de gangs l'ont menacé de mort parce qu'il couvrait leurs activités à Port-au-Prince. 

## Prix et récompenses
- 2019 : Prix Philippe Chaffanjon du reportage multimédia à Luckson Saint-Vil, Jean Marc Hervé Abelard et Dieu-Nalio Chery, réalisateurs de « Cité Soleil : les dessous d’une paix fragile », publié sur le site de AyiboPost en décembre 2018[8].
- 2019 : Prix Robert Capa Gold Medal pour son reportage « Haïti : nation au bord du gouffre »[6],[9]
- 2020 : Prix Pictures of the Year International[6]
- 2020 : Breaking news/story of the year de la National Press Photographers Association (NPPA)[6]
- 2020 : Finaliste du Prix Pulitzer dans la catégorie « Breaking News photography »[6]